# Ocypode cordimana
Ocypode cordimana is een krabbensoort uit de familie van de Ocypodidae. De wetenschappelijke naam van de soort is voor het eerst geldig gepubliceerd in 1818 door Latreille.